# 家具の大正堂

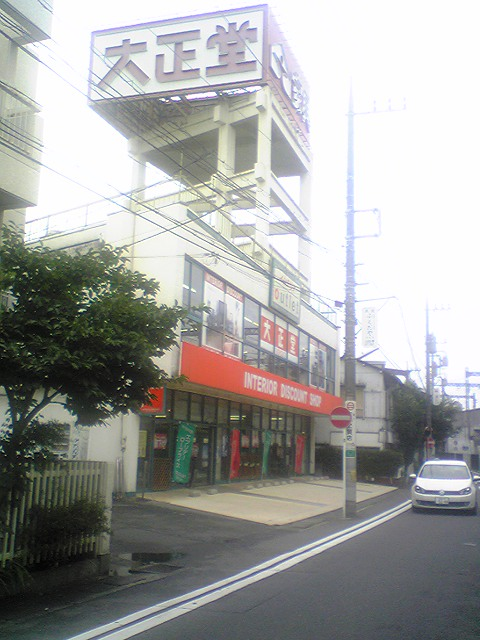
家具の大正堂 登戸店

株式会社家具の大正堂（かぐのたいしょうどう）は、神奈川県相模原市南区に本店、本社を置く家具販売・リフォーム会社。

## 概要
神奈川県を中心に首都圏に店舗を持つ。村内ファニチャーアクセスとともに、国道16号沿線の家具販売店チェーンの代表格である。イケア、大塚家具、ニトリなど競合店が多い。現在はルームズ大正堂 (Room's TAISHODO) の店舗名称で出店している。
かつては「そこが知りたい」（TBS）などでテレビコマーシャルを放送していた。

## 店舗
- さがみはら本店（1978年9月 - 、相模原市南区）
- 八王子店（2000年 - 、八王子市）
- あざみ野店（1989年4月8日[2] - 、横浜市青葉区）
- 新横浜店（2003年10月31日[2] - 、 横浜市港北区）
- 戸塚店（1972年8月26日[2] - 、横浜市泉区）
- つじどう店（藤沢市、旧・辻堂店）

## かつて存在した店舗

### 群馬県
- ZUTTO MOTTO前橋店（2007年3月 - 2010年6月27日、前橋市文京町2 けやきウォーク前橋内[3]）

### 埼玉県
- 大宮宮原店（2004年4月28日[4] - 2010年5月9日、さいたま市北区宮原町1-1-12 ステラタウン3街区[5]）
  - ZUTTO MOTTO大宮宮原店（2005年5月[3] - 、ルームズ大正堂大宮宮原店内）
- 狭山店（1994年 - 2007年7月29日、狭山市入間川2-26-13[6]）

### 東京都
- 八王子店（旧）（1979年10月26日 - 、八王子市横山町9-14[7]） 伊勢丹八王子店跡に出店。
- 町田店（旧）（1967年11月 - 1982年、町田市）
- 町田店（新） → 町田駅前店（1982年2月 - 2003年4月20日[8]、町田市森野1-13-14[6]）
- 多摩店（1991年12月[9] - 2007年5月6日、多摩市永山6-28[10]）
- 高井戸東店（1995年2月[9] - 2007年6月17日、杉並区高井戸東4-1-13[11]）

### 神奈川県
- 清新店（ - 2008年8月24日[12]、相模原市中央区清新2-6-5[6]）
- 玉川店（1991年12月 - 2023年5月7日[13]、川崎市高津区溝口6-11-1）
- 登戸店（1968年9月[9] - 2018年5月6日、川崎市多摩区登戸2535-1）[14]
- 川崎店（ - 2010年8月22日、川崎市川崎区港町12-1[6]）
- 綱島店（1969年3月2日[2] - 2003年9月23日[15]、横浜市港北区綱島東1-5-6[6]）
- 横浜店（出店中止、横浜市中区） 事前の商業活動調整協議会が長期化して出店を断念した。
- 三ツ境店（1992年11月[9] - 、横浜市瀬谷区）
- 井土ヶ谷店（横浜市南区）
- 金沢文庫店（1994年10月28日[2] - 、横浜市金沢区泥亀2-4-5[6]） 横綜興業が所有する「横綜興業ビル」に出店[2]した。跡地はパチンコ店が出店している。
- 横須賀店（1976年 - 2007年8月12日[16]、横須賀市小矢部3-1-6[6]） 三井物産が所有する「オリンピア会館」に出店した。
- 大和店（1974年6月 - 2006年8月27日[17]、大和市大和南2-4-12[6]）
- 藤沢店（1976年6月 - 、藤沢市） オーケーが管理する「オーケージャンボ・フジサワビルヂング」に出店していた。跡地はしまむら・サカゼンが出店している。
- 厚木店（1973年9月 - 2007年7月16日[18]、厚木市田村町10-18[6]） 県央企画興業が所有する「佐藤ビル」に出店した。
- 平塚店（1966年12月 - 、平塚市） 中丸商事が所有する「ミツマルビル」に出店していた。
- 小田原店（1972年3月 - 、小田原市） 岩瀬不動産が所有する「岩瀬ビル」に、忠実屋とともに出店していた。

## 沿革
- 1912年（大正元年） - 渋谷重郎が創業。当時の東京府南多摩郡町田村（現・東京都町田市）原町田で文具や雑貨等の販売を始める[19]。
- 1954年（昭和29年） - 人形の久月で勤務していた創業者次男の渋谷栄二が創業以来の大正堂洋品部から独立して有限会社大正堂専門店を設立する。鞄や傘など専門店の営業を始める。
- 1955年（昭和30年） - 寝具専門店を開設する。
- 1964年（昭和39年） - 大正堂家具センター町田店（現在は閉鎖）を新設し、家具販売を始める。
- 1967年（昭和42年） - 株式会社タイショーを設立する。
- 1970年（昭和45年）1月22日 - 株式会社家具の大正堂を設立する。
- 1974年（昭和49年） - 物流センターが竣工する。
- 1977年（昭和52年） - 販売管理オンラインシステムを導入する。
- 1978年（昭和53年） - 大正堂運輸株式会社を設立する。
- 1979年（昭和54年） - リフォーム事業を開始[20]。
- 1980年（昭和55年） - 大型配送センターを開設する。
- 1981年（昭和56年） - システムキッチン部門を展開する。
- 1997年（平成9年） - 創業家出身の渋谷金隆常務取締役が代表取締役社長に就任[21]。
- 1998年（平成10年） - 玉川店をルームズ大正堂として改装し、ホームファッションを取り入れた業態へ刷新する。
- 2000年（平成12年） - 登戸店がインテリアディスカウントショップとして改装する。

## かつての関連会社
- 大正堂エージェンシー
- タイコー物産
- 大正堂興産
- 大正堂運輸
- 大正堂ブライダルサロン
- 日本収納システム
- 大正堂開発
- 大正堂エクステリア
- ホームセンターさがみはら本店
- ホームセンター多摩店
- ホームセンター狭山店